# Eric Alexander
Alexander Bosch (Pittsburgh, 14 de abril de 1988) es un futbolista estadounidense. Juega de centrocampista y actualmente se encuentra sin equipo.

## Trayectoria
Alexander fue seleccionado en la tercera ronda (44 general) del Superdraft de 2010 por el FC Dallas; hizo su debut profesional el 27 de marzo de 2010, en el primer partido de Dallas en la temporada 2010 de la MLS contra el Houston Dynamo. Alexander fue traspasado junto a Jeremy Hall a Portland Timbers el 19 de agosto de 2011. Alexander fue traspasado a New York Red Bulls el 11 de febrero de 2013.

## Selección
Ha sido internacional con la selección de Estados Unidos en 2 ocasiones.

## Clubes
| Club                       | País           | Año           |
| -------------------------- | -------------- | ------------- |
| Kalamazoo Kingdom          | Estados Unidos | 2006          |
| West Michigan Edge         | Estados Unidos | 2007          |
| Kalamazoo Outrage          | Estados Unidos | 2008 - 2009   |
| FC Dallas                  | Estados Unidos | 2010 - 2011   |
| Portland Timbers           | Estados Unidos | 2011 - 2012   |
| New York Red Bulls         | Estados Unidos | 2013 - 2014   |
| Montreal Impact            | Canadá         | 2015 - 2016   |
| FC Montreal                | Canadá         | 2015 (Cesión) |
| Houston Dynamo             | Estados Unidos | 2016 - 2018   |
| Rio Grande Valley FC Toros | Estados Unidos | 2017 (Cesión) |
| FC Cincinnati              | Estados Unidos | 2019          |
| FC Dallas                  | Estados Unidos | 2019          |